# Angst (Lacrimosa)
Angst is het eerste studioalbum van het Duitse duo Lacrimosa.

## Track listing
1. "Seele in Not" - 9:26
2. "Requiem" - 9:45
3. "Lacrima Mosa" - 5:18
4. "Der Ketzer" - 7:15
5. "Der letzte Hilfeschrei" - 5:17
6. "Tränen der Existenzlosigkeit" - 10:29